# Kiosque de Kertassi
 (mars 2012).
Si vous disposez d'ouvrages ou d'articles de référence ou si vous connaissez des sites web de qualité traitant du thème abordé ici, merci de compléter l'article en donnant les références utiles à sa vérifiabilité et en les liant à la section « Notes et références ».
Le kiosque de Kertassi est un petit temple dédié à la déesse Hathor ou à la déesse Isis.
Il date probablement à la fin de l'époque ptolémaïque ou de l'époque romaine, sur les ruines de l'ancienne Qirtas ou Tzitzis et est peut-être contemporain du kiosque de Trajan à Philæ.
Après la construction du haut barrage d'Assouan de 1961 à 1963, le temple et quelques autres monuments ont été reconstitués sur un nouveau site plus en hauteur, à une trentaine de kilomètres en aval de leurs emplacements d'origine, par le service des antiquités égyptiennes lors du sauvetage des temples de Nubie. Il est désormais sur une petite île, à quelques dizaines de mètres au sud ouest du haut barrage d'Assouan. Il partage l'îlot avec le temple de Kalabchah et un temple dédié au dieu Amon.